# Moldávia nos Jogos Olímpicos de Inverno de 2022
Moldávia participa dos Jogos Olímpicos de Inverno de 2022, realizados em Pequim, na China.
É a oitava aparição do país em Olimpíadas de Inverno. É representado por cinco atletas, sendo dois homens e três mulheres.

## Competidores
| Esporte | Masculino | Feminino | Total |
| ------- | --------- | -------- | ----- |
| Biatlo  | 2         | 2        | 4     |
| Luge    | 0         | 1        | 1     |
| Total   | 2         | 3        | 5     |

## Desempenho

### Biatlo
Masculino
| Atleta         | Evento     | Tempo   | Penalidades (P+S+P+S) | Dif.    | Pos. | Ref.  |
| -------------- | ---------- | ------- | --------------------- | ------- | ---- | ----- |
| Pavel Magazeev | Individual | 52:41.7 | 2 (1+1+0+0)           | +3:54.3 | 26   | [ 2 ] |
| Pavel Magazeev | Velocidade | 27:25.1 | 3 (2+1)               | +3:24.6 | 79   | [ 3 ] |
| Maksim Makarov | Velocidade | 29:45.6 | 5 (2+3)               | +5:45.2 | 93   | [ 3 ] |

Feminino
| Atleta         | Evento           | Tempo   | Penalidades (P+S+P+S) | Dif.    | Pos. | Ref.  |
| -------------- | ---------------- | ------- | --------------------- | ------- | ---- | ----- |
| Alla Ghilenko  | Individual       | 52:28.3 | 2 (0+1+0+1)           | +8:15.6 | 72   | [ 4 ] |
| Alla Ghilenko  | Velocidade       | 26:04.6 | 4 (2+2)               | +5:20.3 | 86   | [ 5 ] |
| Alina Stremous | Individual       | 49:07.5 | 4 (1+2+0+1)           | +4:54.8 | 37   | [ 4 ] |
| Alina Stremous | Velocidade       | 21:59.5 | 0 (0+0)               | +1:15.2 | 10   | [ 5 ] |
| Alina Stremous | Perseguição      | 38:01.3 | 2 (0+0+1+1)           | +3:14.4 | 16   | [ 6 ] |
| Alina Stremous | Largada coletiva |         |                       |         |      |       |

### Luge
Feminino
| Atleta         | Evento     | 1ª descida | 1ª descida | 2ª descida | 2ª descida | 3ª descida | 3ª descida | 4ª descida  | 4ª descida  | Final    | Final | Final | Ref.  |
| Atleta         | Evento     | Tempo      | Pos.       | Tempo      | Pos.       | Tempo      | Pos.       | Tempo       | Pos.        | Tempo    | Dif.  | Pos.  | Ref.  |
| -------------- | ---------- | ---------- | ---------- | ---------- | ---------- | ---------- | ---------- | ----------- | ----------- | -------- | ----- | ----- | ----- |
| Doina Descalui | Individual | 1:01.928   | 34         | 1:02.129   | 31         | 1:02.174   | 32         | Não avançou | Não avançou | 3:06.294 | —     | 32    | [ 7 ] |

Legenda
| Recorde mundial      | Recorde mundial (World record)               |                       | Recorde africano                      | Recorde africano (African) |                                           | Q | Classificado por posição (Qualified) |
| Recorde olímpico     | Recorde olímpico (Olympic record)            | Recorde da América    | Recorde da América (Americas)         | q                          | Classificado por melhor tempo (Qualified) |   |                                      |
| Melhor marca do ano  | Melhor marca do ano (World leading)          | Recorde asiático      | Recorde asiático (Asian)              | DNS                        | Não largou (Did not start)                |   |                                      |
| Recorde nacional     | Recorde nacional (National record)           | Recorde europeu       | Recorde europeu (European)            | DNF                        | Não terminou (Did not finish)             |   |                                      |
| Recorde pessoal      | Recorde pessoal do atleta (Personal best)    | Recorde da Oceania    | Recorde da Oceania (Oceania)          | DSQ / DQ                   | Desclassificado (Disqualified)            |   |                                      |
| Recorde da temporada | Recorde da temporada do atleta (Season best) | Recorde sul-americano | Recorde sul-americano (South America) | NM                         | Sem marca (No mark)                       |   |                                      |